# Paraphrynus grubbsi
Espèce
Paraphrynus grubbsi est une espèce d'amblypyges de la famille des Phrynidae.

## Distribution
Cette espèce est endémique de l'État d'Oaxaca au Mexique. Elle se rencontre dans des grottes vers Huautla de Jiménez.

## Description
Le mâle holotype mesure 14,7 mm.

## Étymologie
Cette espèce est nommée en l'honneur d'Andy Grubbs.

## Publication originale
- Cokendolpher & Sissom, 2001 : A new troglobitic Paraphrynus from Oaxaca, Mexico (Amblypygi:Phrynidae). Texas Memorial Museum, Speleological Monographs, vol. 5, p. 17-23.